# Tomoe
Tomoe（ともえ、Tegaki Online MOji-ninshiki Engineの略）とはオープンソースの手書き文字認識エンジンの一つ。SCIM用モジュールとuim用モジュールがあり、SCIM用モジュールはIMEngines for SCIMで管理されている。

## 対応している文字
- 日本語 (JIS X 0208 第一水準・第二水準) (第二水準は0.6.0以降[2])
- 中国語簡体字 (0.6.0以降) [2]

## 歴史
- 2004年4月20日 20040420リリース[3]
- 2005年2月9日 0.1.1リリース[3]
- 2005年6月29日 0.2.0リリース[3]
- 2005年8月14日 0.2.1リリース[3]
- 2006年10月29日 0.3.0リリース[3]
- 2006年11月29日 0.4.0リリース[3]
- 2006年12月29日 0.5.0リリース[3]
- 2007年2月9日 0.5.1リリース[3]
- 2007年6月29日 0.6.0リリース[4]